# Раякович, Дарко
Дарко Раякович (серб. кир. Дарко Рајаковић; род. 22 февраля 1979, Чачак, Кралево) — сербский баскетбольный тренер. Раякович руководил командой «Талса Сиксти Сиксерс», став первым главным тренером в истории Джи-Лиги НБА, родившимся за пределами Северной Америки. В настоящее время является главным тренером команды НБА «Торонто Рэпторс».

## Образование
Раякович получил степень тренера по баскетболу в Белградской баскетбольной академии в 2004 году, а также степень по спортивному менеджменту в Университете Альфа в 2006 году.

## Карьера тренера

### Ранняя карьера
Раякович начал свою тренерскую карьеру в 16 лет в сербском клубе «Борац» (Чачак). После трёх лет в «Бораце» Раякович был назначен главным тренером молодёжной команды «Црвена звезда». За восемь лет работы в Белграде Раякович привёл клуб к двум титулам молодёжного чемпионата Сербии. Для повышения своей тренерской квалификации Раякович провёл время с Лютом Олсоном в Университете Аризоны (2003) и Майком Кшижевски в Университете Дьюка (2007) и посещал тренировки и встречи команды в обоих университетах.
С 2004 по 2011 года Раякович работал консультантом по скаутингу и помощником тренера в Летней лиги НБА в клубе «Сан-Антонио Спёрс».

### Эспасио Торрелодонес (2009—2012)
В 2009 году Раякович стал главным тренером «Эспасио Торрелодонес» из испанской лиги EBA (4-я лига). Раякович преуспел как в наборе, так и в развитии игроков. В своем первом сезоне Раякович привёл команду к титулу Primera Division – Community of Madrid Group (5-я лига), повысив команду в лигу EBA. В сезоне 2010/2011 «Торрелодонес» заняли 7-е место в группе B с результатом 16–14. В следующем, его последнем, сезоне в качестве тренера клуб занял 8-е место в группе B с тем же результатом, что и в предыдущем сезоне.

### Талса Сиксти Сиксерс (2012—2014)
В 2012 году Раякович стал главным тренером клуба «Талса Сиксти Сиксерс» из Лиги развития НБА. Он привёл команду к общему результату 51–49 за два сезона, включая результат 27–23 и выход в полуфинал лиги в сезоне 2012/2013. За время работы в «Сиксти Сиксерс» Раякович получил 7 игроков из «Оклахома-Сити Тандер», включая таких игроков, как Реджи Джексон, Перри Джонс, Джереми Лэмб и Андре Роберсон. Раякович стал свидетелем того, как пять его игроков «Талсы» получили вызовы в НБА, включая четверых в «Оклахома-Сити Тандер» (Грант Джерретт, Дэниел Ортон, Мустафа Шакур и Реджи Уильямс). За два года он тренировал 11 игроков из «Сиксти Сиксерс», которые попали в НБА в сезоне 2013/2014.

### Ассистент главного тренера (2014—2023)
5 июля 2014 года Раякович был назначен помощником главного тренера в клубе «Оклахома-Сити Тандер». За время работы в «Тандер» он помог развить многих игроков, включая Стивена Адамса, Андре Роберсона, Терренса Фергюсона, Виктора Оладипо, Денниса Шредера и Алекса Абринса. Раякович был главным тренером «Тандер» в Летней лиге НБА в 2014 и 2015 годах. В 2014 году он входил в тренерский штаб сборной всех звёзд Западной конференции. Раджакович помог «Тандер» попасть в плей-офф четыре сезона подряд (2016, 2017, 2018 и 2019) и дойти до финала Западной конференции в 2016 году.
26 июня 2019 года Раякович был нанят в качестве помощника тренера в «Финикс Санз».
13 сентября 2020 года Раякович был нанят в качестве помощника тренера в «Мемфис Гриззлис». 11 января 2022 года Раякович в качестве исполняющего обязанности главного тренера помог «Гриззлис» победить «Голден Стэйт Уорриорз» (116:108). Это был его дебют в качестве главного тренера в НБА. После своего соотечественника серба Игоря Кокошкова он стал вторым европейцем, который возглавлял команду НБА в игре регулярного сезона. Раякович завершил свою работу в качестве исполняющего обязанности главного тренера с результатом 4–1.
В мае 2022 года Раякович был представлен в ежегодном отчете ESPN о потенциальных кандидатах на тренерские должности, за которыми стоит следить.

### Торонто Рэпторс (2023—настоящее время)
13 июня 2023 года Раякович был нанят «Торонто Рэпторс» в качестве 10-го главного тренера в истории франшизы.
Раякович был оштрафован на 25 000 долларов после того, как на послематчевой пресс-конференции он высказался против судейства НБА в проигрышном матче против «Лос-Анджелес Лейкерс» (131:132) 10 января 2024 года. Он счёл, что судейство было предвзятым по отношению к «Лейкерс» и поставило «Рапторс» в несправедливое и невыгодное положение.

## Карьера тренера сборной
18 июля 2019 года Раякович был нанят в тренерский штаб мужской сборной Сербии под руководством Александра Джорджевича. Он работал на чемпионате мира 2019 года, где Сербия заняла пятое место.

## Личная жизнь
9 мая 2024 года Раякович и его жена Гага пожертвовали 46 700 долларов США больнице для больных детей в Торонто, исследовательской больнице Святого Джуда в Мемфисе и детской университетской больнице в Белграде. Пожертвование стало результатом обязательства Дарко и его семьи пожертвовать 20 долларов США за каждую результативную передачу «Рэпторс» в сезоне. 14 апреля 2023 года Раякович и его жена официально стали гражданами США.

## Результат в качестве тренера
| Команда         | Сезон      | G   | W  | L   | W–L% | Итог                          | PG | PW | PL | Результат     |
| --------------- | ---------- | --- | -- | --- | ---- | ----------------------------- | -- | -- | -- | ------------- |
| Торонто Рэпторс | 2023/24    | 82  | 25 | 57  | .403 | 5-е в Атлантическом дивизионе | —  | —  | —  | не участвовал |
| Торонто Рэпторс | 2024/25    | 82  | 30 | 52  | .366 | 3-е в Атлантическом дивизионе | —  | —  | —  | не участвовал |
| За карьеру      | За карьеру | 164 | 55 | 109 | .335 | —                             | —  | —  | —  | —             |